# Schloss Chuchelná

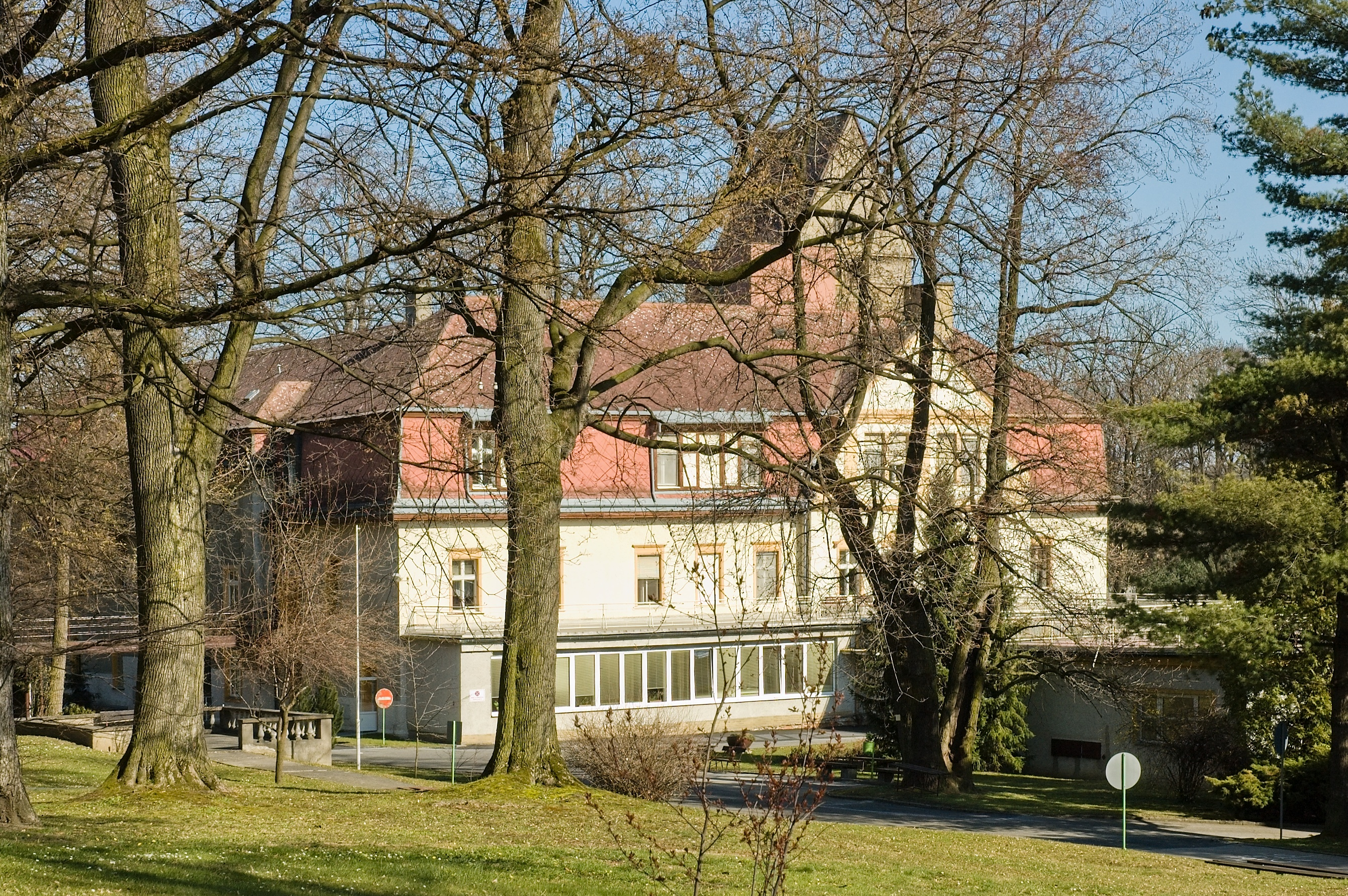
Schloss Chuchelná

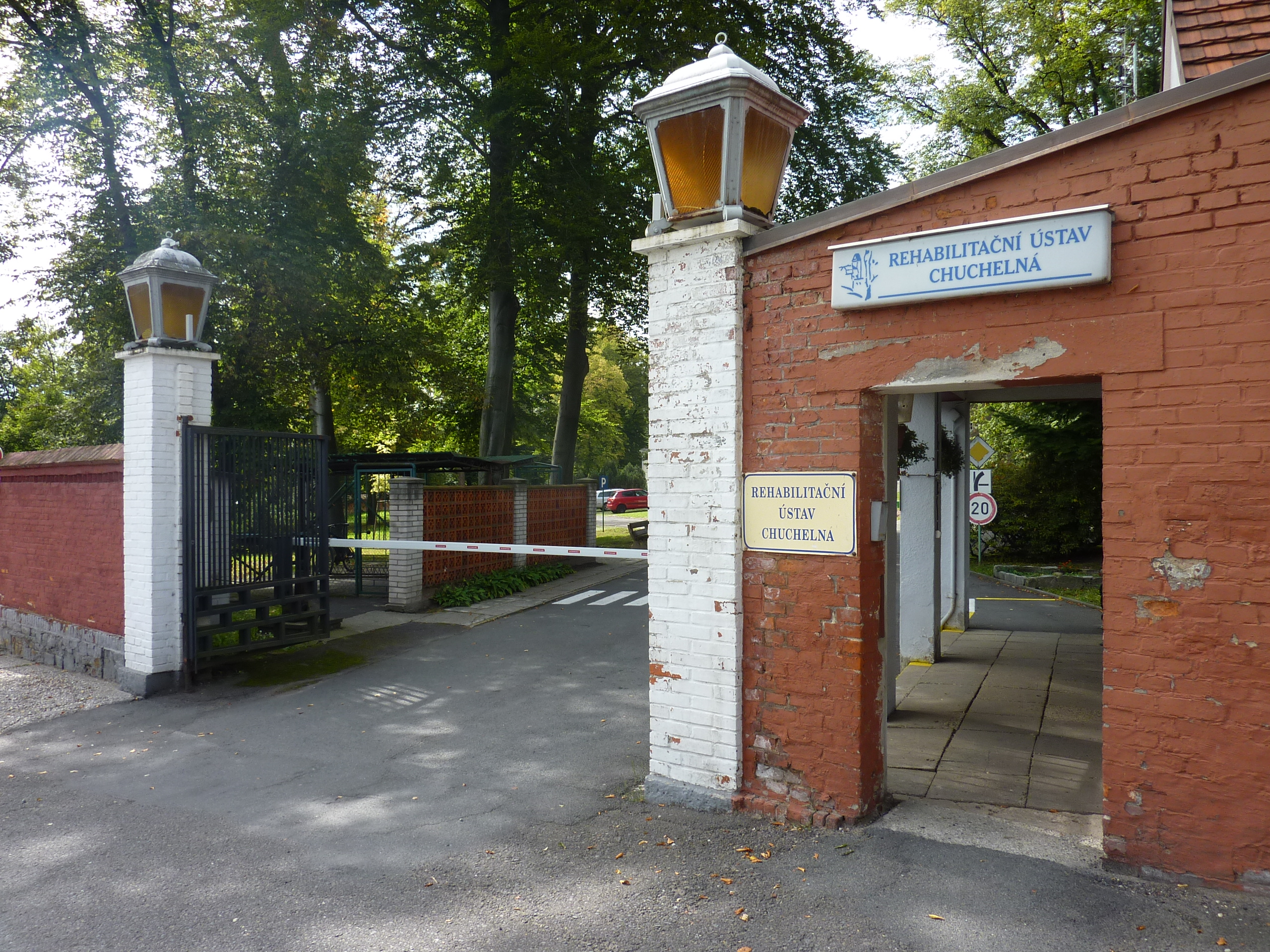
Einfahrt zum Schloss

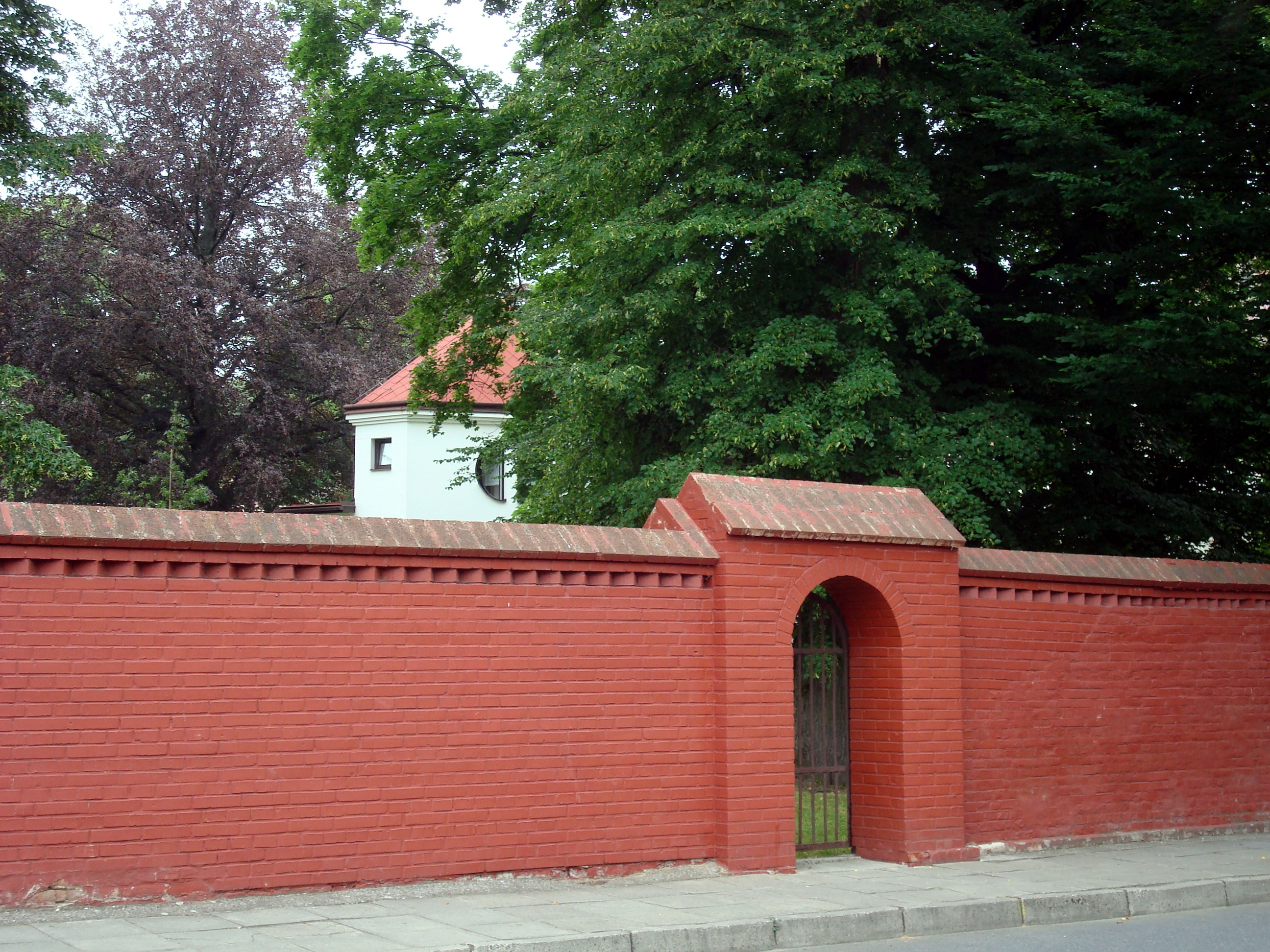
Schlossmauer mit Pforte

Das Schloss Chuchelná ist ein ehemaliges Jagdschloss in Chuchelná (Kuchelna) im Okres Opava, Tschechien. Der ursprüngliche alte Barockbau wurde mehrfach umgestaltet und erhielt sein heutiges Aussehen beim Umbau von 1910. Das Schlossareal wird heute für Gesundheits- und Rehabilitationszwecke genutzt, die zuvor vorrangig repräsentativen Gebäude wurden der neuen Verwendung angepasst.

## Geographie
Das von einem 5,5 ha großen Park umgebene zweigeschossige Schloss mit einem steinernen Turm befindet sich im Ortszentrum von Chuchelná. Im südöstlichen – frei zugänglichen – Teil des ansonsten ummauerten Parks stehen die Kreuzerhöhungskirche und die Grabkapelle der Fürsten Lichnowsky. Nördlich des Schlosses befindet sich der ehemalige Gutshof, östlich das Gemeindeamt.

## Geschichte

### Herrensitz und Jagdschloss der Familie Lichnowsky
Chuchelná wurde zu Beginn des 15. Jahrhunderts als selbständiges Gut von der Herrschaft Borutin abgetrennt. Im Jahre 1608 erwarb Bernhard Lichnowsky von Woschtitz Chuchelná zusammen mit Strandorf für 14.500 Taler von Wenzel Schamarzowsky von Rohow; in dem 1607 geschlossenen Kauf wurde lediglich ein herrschaftliches Vorwerk genannt. Schriftliche Erwähnungen eines Herrensitzes liegen aus dieser Zeit nicht vor. Für die in heimatgeschichtlicher Literatur veröffentlichte Annahme, dass Georg Lichnowsky von Woschtitz (Jiřík Lichnovský z Voštic) vor 1650 in Chuchelná eine Feste errichtet habe, ist nicht belegbar und widerspricht der Zustandsbeschreibung des Gutes beim 1650 erfolgten Verkauf am Zikmund Jaroslav Skrbenský von Hříště. Chuchelná war in Folge des Dreißigjährigen Krieges gänzlich verwüstet, und der verarmte Grundherr Georg Lichnowsky bewohnte eine gepachtete Chaluppe in Benkowitz; erwähnt wurde bei dem Kauf lediglich der Herrenhof mit den Trümmern eines nicht näher bezeichneten größeren Gebäudes.
Die am Hauptgebäude am Familienwappen der Lichnowsky von Woschtitz eingehauene Inschrift Carolus Maxmilianus Lichnovsky XV Decembri MDCLXX ist nicht als Hinweis auf das Baujahr, sondern als nachträgliches und fehlerhaftes Gedenken an den Rückerwerb des Gutes durch Karl Maximilian Lichnowsky anzusehen. In dem – tatsächlich am 20. Dezember 1670 – abgeschlossenen Kauf wird eine Feste mit Haus und einem Vorwerk erwähnt. Die letzte Erwähnung der Feste Kuchelna erfolgte 1683. Ihr Standort ist nicht überliefert; es kann jedoch davon ausgegangen werden, dass an ihrer Stelle oder in ihrer Nähe wenig später – die Herren Lichnowsky hatten sukzessive die umliegenden Güter Owschütz, Pyschcz, Strandorf, Borutin, Köberwitz, Bolatitz, Boleslau und Szczepankowitz erworben – ein Schloss als frühbarocker Herrschaftssitz entstand. 1716 erwarb Leopold Franz Lichnowsky von Woschtitz zudem durch Heirat mit der Tochter des Johann Peter von Werdenberg die Herrschaft Odrau. Er ließ ab 1730 an der Stelle der Burg Odrau ein neues Barockschloss errichten, das in der Mitte des 18. Jahrhunderts das Schloss Kuchelna als Hauptsitz der Familie ablöste.
Nach dem Ersten Schlesischen Krieg fiel Kuchelna 1742 wie fast ganz Schlesien an Preußen. Johann Karl Gottlieb Fürst Lichnowsky ließ nach der Bewilligung des Olmützer Bistums vom 5. März 1776 die bestehende Schlosskapelle vergrößern. Zugleich wurde ihm gestattet, dass in der Kapelle zu Weihnachten, Ostern, Pfingsten und Fronleichnam die Heilige Messe für die fürstliche Familie und die Bediensteten gehalten wird. Nach der Fertigstellung der Schlosskapelle zum hl. Kreuz wurde diese im Dezember 1776 durch den Kranowitzer Pfarrer Josef Koller geweiht.
Mit dem Kauf der Herrschaften Krzizanowitz (1775) und Grätz (1778) konnte Lichnowsky seinen Besitz deutlich vergrößern, er machte die Burg Grätz zu seinem Sitz. Sein Sohn Karl Lichnowsky ließ zum Ende des 18. Jahrhunderts in Grätz anstelle der Burg ein neues repräsentatives Schloss als Familiensitz anlegen. Das im Vergleich dazu schlichte Schloss Kuchelna, das von den Fürsten Lichnowsky bis dahin nur noch gelegentlich bewohnt wurde, entsprach nicht mehr den Ansprüchen der Familie. Wegen der günstigen Lage zum Kuchelnaer Forst erhielt es eine neue Verwendung als fürstliche Jagdresidenz.
Durch weitere Anbauten veränderten die Fürsten Lichnowsky sukzessive das Erscheinungsbild des Schlosses. In der Mitte des 19. Jahrhunderts erfolgte die Anlegung eines Englischen Schlossparks. Karl von Lichnowsky ließ 1853 gegenüber dem Schloss zur Unterbringung seiner Jagdgäste das Kavaliershaus errichten. Im Jahre 1859 erfolgte ein Umbau der Schlosskapelle, die dabei mit einem kleinen Turm mit Glocke versehen wurde. Kaiser Wilhelm II. war zwischen 1893 und 1913 viermal zu Gast in Kuchelna; ebenso nahm der sächsische König Albert 1899 an einer Jagd des Fürsten Lichnowsky teil.
Karl Max von Lichnowsky ließ in den Jahren 1902–1903 im südöstlichen Teil des Schlossparks den Plänen seines Vaters entsprechend, ein Familienmausoleum errichten. Um 1910 begann auf Veranlassung von Karl Max von Lichnowsky und seiner Frau Mechthilde, die die Schlösser Grätz und Kuchelna bewohnten, die Sanierung und grundlegende Umgestaltung des Schlosses. Das alte Gebäude wurde aufgestockt; der steinerne Turm ebenfalls erhöht und mit einem Satteldach versehen. Die Gestaltung der Halle erfolgte nach Plänen von William Müller. Auch das Kavaliershaus wurde umgestaltet. Die reichhaltige Schlossbibliothek und die Innenausstattung des Schlosses wurde durch Mechtilde Lichnowsky zusammengetragen. Zugleich entstanden Gewächshäuser und ein Waschhaus. Die Parkanlagen wurden nach Plänen von Richard Riedel vergrößert und neugestaltet. Lichnowsky ließ u. a. einen Rosengarten anlegen. Der zum fürstlichen Wohnbereich zählende Park um das Schloss wurde mit einer Mauer aus rotem Backstein umfriedet, der durch die Straße ins Dorf abgetrennte südöstliche Teil mit dem Mausoleum und dem Teich blieb öffentlich zugänglich. Zudem wurden am Rande des Parks ein Obstgarten und ein Gemüsegarten angelegt. Auch der nördlich des Schlosses gelegene Meierhof wurde in dieser Zeit modernisiert; es entstanden neue Kuhställe und Wirtschaftsgebäude.
Im Zuge der Abtretung des Hultschiner Ländchens wurde Kuchelna 1920 der Tschechoslowakei zugeschlagen. Infolgedessen wurde in den Jahren 1921–1922 zwischen dem Schloss und dem Mausoleum eine Kirche errichtet, auf die die Widmung der Schlosskapelle übertragen wurde. Aus einem von Leo Benda herausgegebenen Reiseführer von 1924 ist ersichtlich, dass Karl Max von Lichnowsky ein Schlossmuseum eingerichtet hatte, in dem u. a. chinesische Vasen, Bernstein, Drucke, italienische Besonderheiten, Wandteppiche und Mosaike präsentiert wurden.
1944 verließ Wilhelm Lichnowsky mit seiner Familie Kuchelna; seine Güter wurden nach dem Ende des Zweiten Weltkrieges auf Grund des Beneš-Dekretes Nr. 12/1945 Sb. als deutscher Besitz konfisziert. Im Zuge der Beschlagnahme wurde 1945 erstmals ein Verzeichnis der Lichnowskyschen Sammlung erstellt, das knapp 800 Objekte enthält.

### Nachkriegszeit
Unmittelbar nach der Enteignung von Wilhelm Lichnowsky war das durch die Kämpfe während der Mährisch-Ostrauer Operation stark beschädigte große Schlossgebäude der Verwaltung des Nationalen Grundstücksfonds beim Landwirtschaftsministerium übertragen worden und wurde instand gesetzt. Am Kavaliershaus gab es kaum Kriegsschäden. In den Jahren 1945–1946 war zunächst ein Militärlazarett im Schloss untergebracht, anschließend erfolgte eine kurzzeitige Nutzung als Grundschule. Nach einer Dachreparatur diente das Kavaliershaus von März 1947 bis Ende 1948 als Schule der Abteilung 1887 der Staatssicherheit. Der Meierhof wurde 1947 an das Unternehmen Zeměproduktiva Ostrava verpachtet und 1949 der Verwaltung der Staatsforsten und -güter übergeben.
Mit Bescheid vom 29. März 1949 übereignete das Landwirtschaftsministerium am 16. Juli 1949 das große Schloss und das Kavaliershaus einschließlich der Nebenanlagen (Stallungen, Wäscherei, Gewächshäuser, Mausoleum, Teich, Garten und Musiksalon) an den Staatsbetrieb n. p. Elektro-Praga, später n. p. Sigma Pumpy Chuchelná, zwecks Errichtung eines Kulturhauses im Kavaliershaus und dem Umbau des Schlosses zur Politschule des Ostravský kraj. Im selben Jahr war das Schloss Chuchelná auch in die nähere Auswahl als geeignetes Objekt für den Umbau zur Rehabilitationsstation des staatlichen Regionalkrankenhauses Ostrava, insbesondere nach schweren Unfällen, gekommen.
Das Regionalkomitee Ostrava der KPČ begann bereits im Herbst 1949 mit den Umbauarbeiten am Schloss. Das Schlossinventar wurde beräumt und die wertvollsten Stücke auf die Schlösser Hradec nad Moravicí und Raduň verbracht. Der übrige Bestand wurde entsorgt oder veräußert. Bis 1951 wurden in die Umbauarbeiten zur Politschule ca. 3,5 Mio. Kčs investiert.
Nachdem sich das auch wegen seiner Nähe zum neuen Krankenhaus in Ráj (Roj) favorisierte Schloss Ráj für eine Umgestaltung zur Rehabilitationsstation als ungeeignet erwiesen hatte, empfahl das Gesundheitsministerium im Sommer 1951 nunmehr für die wegen der hohen Zahl von Unfällen in der Schwerindustrie und dem Bergbau dringend benötigte Einrichtung das Schloss Chuchelná. Daraufhin erfolgte die Einstellung der Bauarbeiten für die Politschule; am 27. August 1951 wurde das Referat Gesundheit des Bezirksnationalausschusses Ostrava mit dem Aufbau einer Rehabilitationseinrichtung in Chuchelná beauftragt.
Damit wurden auch die Pläne zur Umgestaltung des Kavaliershauses zum Kulturhaus für Sigma Pumpy verworfen. Stattdessen diente es fast die gesamten 1950er Jahre als Grundschule. Für diesen Zweck wurden Lehrerwohnungen und ein Festsaal eingerichtet.

## Nutzung als Rehabilitationseinrichtung
Ab Oktober 1951 erfolgte zunächst die Umgestaltung des alten Schlossgebäudes zu einer Rehabilitationseinrichtung mit 65 Betten, die im Februar 1952 eröffnet wurde. Im selben Jahre wurde das Schloss in die Rechtsträgerschaft des Referats Gesundheit des Bezirksnationalausschusses Ostrava übertragen. Der mit dem Aufbau der Einrichtung betraute Mediziner Vladimír Knapek fungierte lange Zeit als deren Direktor.
Nach dem Auszug der öffentlichen Grundschule wurde im Kavaliershaus mit Beginn des Schuljahres 1959/60 eine zweiklassige Grundschule für schulpflichtige Rehabilitanden, die von Ludmila Knapková geleitet wurde, eröffnet. Später wurde im Kavaliershaus zudem eine Frauenabteilung untergebracht. 1966 wurden das Schlossgebäude und das Kavaliershaus durch einen Laufgang verbunden; außerdem entstand ein Pavillon für die Kinderabteilung, in den 1969 auch die Grundschule zog. 1981 wurden eine Turnhalle und im Park ein kleines Schwimmbassin errichtet. Letzteres erhielt 1987 eine Erweiterung um eine klimatisierte Schwimmhalle sowie eine Zisterne und eine Wasseraufbereitungsanlage.
1976 wurde die Rehabilitationseinrichtung Chuchelná als Außenstelle der neu geschaffenen und zur Regionalbehörde für Volksgesundheit in Ostrava gehörenden Rehabilitationseinrichtung Hrabyně zugeschlagen und deren Zuständigkeit auf die Landesteile Mähren, Schlesien und Slowakei ausgeweitet. 1990 erfolgte eine Strukturänderung; seitdem ist die Rehabilitationseinrichtung Hrabyně eigenständig und untersteht direkt dem Gesundheitsministerium. Die Außenstelle Chuchelná verfügt über 166 Betten in sechs Stationen und hat ca. 100 Beschäftigte.
Der gepflegte Schlosspark mit asphaltierten Wegen besteht überwiegend aus einheimischen Gehölzen; Besonderheiten sind über hundertjährige Ginkgobäume, Tulpenbäume und Kanadische Hemlocktannen sowie eine breitkronige Hängebuche mit einer Stammhöhe von einem Meter und einem Stammdurchmesser von anderthalb Metern.